# Kepuh (Kutoarjo)
Kepuh is een bestuurslaag in het regentschap Purworejo van de provincie Midden-Java, Indonesië. Kepuh telt 1218 inwoners (volkstelling 2010).